# Mosnac (Charente Marittima)
Mosnac è un comune francese di 489 abitanti situato nel dipartimento della Charente Marittima nella regione della Nuova Aquitania.

## Società

### Evoluzione demografica
Abitanti censiti